# Гроувз, Джордж
Джордж Гроувз (англ. George Groves, род. 26 марта 1988, Хаммерсмит, Великобритания) — британский боксёр-профессионал, выступающий во второй средней весовой категории. Чемпион мира по версии WBAsuper (2017—2018), чемпион мира по версии IBO (2018—н. в.), чемпион Европы по версии EBU (2014) во втором среднем весе.
Обладатель титулов чемпиона по версиям WBA International (2016—2017), WBA Inter-Continental (2013), WBC Silver (2014) во втором среднем весе.

## Любительская карьера
На любительском ринге Грувс провёл 76 поединков. 66 выиграл, из них 40 досрочно.
Дважды становился чемпионом Англии в весовой категории до 75 кг, в 2007 и 2008 годах, по версии ABA.

## Профессиональная карьера

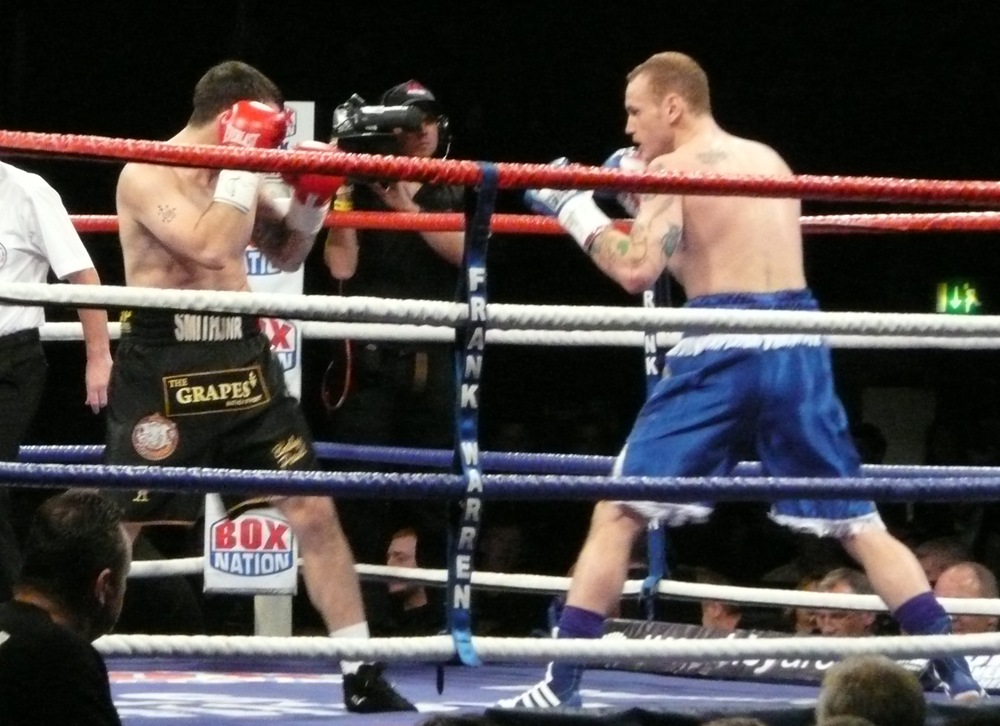
Гроувз (справа) с Полом Смитом на арене Уэмбли 2011

На профессиональном ринге Гроувз дебютировал в ноябре 2008 года.
В 9-м поединке на профессиональном ринге нокаутировал ганца Чарльза Адаму, и завоевал титул чемпиона Британского содружества во втором среднем весе.
В ноябре 2010 года, защитил титул против непобеждённого шотландца Кенни Андерсона (12-0). В этом же поединке Гроувз завоевал статус обязательного претендента на титул чемпиона Великобритании. 5 марта 2011 года, в промежуточном поединке, Джордж нокаутировал боксёра из Ганы, Даниэля Адотея Аллоти (13-1).
21 мая 2011 года, Джордж Гроувз вышел на ринг с непобеждённым соотечественником, олимпийским чемпионом, Джеймсом Дигейлом. В поединке за титулы чемпиона Британии и Британского содружества, Гроувз победил чемпиона решением большинства судей.
В ноябре 2011 года защитил титулы техническим нокаутом против Пола Смита (31-2). 28 июля 2012 года, в промежуточном поединке, Джордж нокаутировал в 6-м раунде, итальянца, Франциско Сьерру (25-5-1).
15 декабря 2012 года, Джордж Гроувз встретился с ямайцем, Гленом Джонсоном. В защите титула чемпиона содружества, Гроувз победил по очкам лидируя почти во всех раундах, а в 7-м устроил ямайцу очень тяжёлое избиение.
В марте 2013 года Джордж провёл два поединка. Нокаутировал в полутяжёлом весе аргентинца Дарио Бармаседа, и вернулся во второй средний вес, и нокаутировал в рейтинговом бою сирийца Бакера Бараката.

### Бой с Карлом Фрочем
23 ноября 2013 года состоялся бой Гроувза с чемпионом мира по версиям WBA и IBF, Карлом Фрочем. В конце нервного 1-го раунда агрессивный Гроувз отправил Фроча в средней тяжести нокдаун двойкой «левый боковой + правый прямой». Джордж с азартом ввязывался в обмены ударами, из-за чего уже в 3-м раунде под левым глазом появилась гематома. Претендент взял и 4-й раунд, однако Фроч сумел кое-как выравнять бой в следующие три минуты. А 6-й раунд впору назвать «раундом года»: сначала Гроувз на второй минуты буквально избивал Карла, но тот выстоял, а после яростно пытался вернуть должок незадолго до гонга. Следующие две трёхминутки, которые прошли в более-менее равном противостоянии, с минимальным преимуществом остались за Карлом. Поразительный в плане абсурдности финиш наступил в 9-м раунде. Фроч перехватил затяжную атаку Гроувза, дважды зацепив того ударами, и практически сразу после этого рефери обнял претендента, дав отмашку. Джордж, возможно, был потрясён, однако явно мог продолжать бой. Спорный ТКО 9 в пользу чемпиона. На момент остановки на карте vRINGe.com Гроувз лидировал со счётом 77-74.

### Бой с Карлом Фрочем II
31 мая 2014 года состоялся бой реванш Гроувза с чемпионом мира по версиям WBA и IBF, Карлом Фрочем. В конце 8-го раунда Фроч отправил Гроувза в тяжёлый нокаут.

### Чемпионский бой с Фёдором Чудиновым
27 мая 2017 года состоялся бой Гроувза с экс-чемпионом мира по версии WBA из России Фёдором Чудиновым (14-1, 10 КО). Бой выглядел конкурентным, но превосходство Гроувза росло, и в 6-м раунде британцу удалось потрясти российского боксёра. Фёдор держался на ногах, но пропускал всё больше увесистых выпадов Джорджа, и в конце концов рефери остановил поединок, зафиксировав победу Гроувза техническим нокаутом, который в результате завоевал вакантный титул чемпиона мира по версии WBA super во втором среднем весе.

## Статистика боёв
В таблице перечислены результаты всех поединков боксёров.
В каждой строке указан результат поединка. Дополнительно номер поединка обозначен цветом, который обозначает итог поединка. Расшифровка обозначений и цветов представлена в нижеследующей таблице.
| Пример | Расшифровка                     |
| ------ | ------------------------------- |
|        | Победа                          |
|        | Ничья                           |
|        | Поражение                       |
|        | Планируемый поединок            |
|        | Поединок признан несостоявшимся |
| КО     | Нокаут                          |
| ТКО    | Технический нокаут              |
| PTS    | Решение судей (по очкам)        |
| UD     | Единогласное решение судей      |
| MD     | Решение большинства судей       |
| SD     | Раздельное решение судей        |
| RTD    | Отказ от продолжения боя        |
| DQ     | Дисквалификация                 |
| NC     | Поединок признан несостоявшимся |

| Бой | Дата             | Соперник                    | Место проведения                                      | Результат        | Примечание |
| --- | ---------------- | --------------------------- | ----------------------------------------------------- | ---------------- | --- |
| 32  | 28 сентября 2018 | Каллум Смит (24-0)          | Король Абдалла Спортс Сити, Джидда, Саудовская Аравия | KO 7 (12), 2:04  | Бой за кубок Мохаммеда Али, за титул WBC Diamond, и Гроувз потерял титул супер-чемпиона мира по версии WBA во 2-м среднем весе.                     |
| 31  | 17 февраля 2018  | Крис Юбенк мл. (26-1)       | Манчестер Арена, Манчестер, Англия, Великобритания    | UD (12)          | Защитил титул супер-чемпиона мира по версии WBA во 2-м среднем весе и завоевал титул чемпиона мира по версии IBO.                                   |
| 30  | 14 октября 2017  | Джейми Кокс (24-0)          | Уэмбли Арена, Лондон, Англия, Великобритания          | KO 4 (12), 1:42  | Защитил титул супер-чемпиона мира по версии WBA во 2-м среднем весе.                                                                                |
| 29  | 27 мая 2017      | Фёдор Чудинов (14-1)        | Шеффилд, Йоркшир, Англия                              | TKO 6 (12), 1:14 | Завоевал вакантный титул супер-чемпиона мира по версии WBA во 2-м среднем весе.                                                                     |
| 28  | 18 ноября 2016   | Эдуард Гуткнехт (30-4-1)    | Уэмбли Арена, Лондон, Англия, Великобритания          | UD (12)          | Защитил титул чемпиона по версии WBA International (2-я защита Гроувза) во 2-м среднем весе. Счёт: 119-110, 119-109 (дважды).                       |
| 27  | 25 июня 2016     | Мартин Мюррей (33-3-1)      | О2 Арена, Лондон, Великобритания                      | UD (12)          | Защитил титул чемпиона по версии WBA International (1-я защита Гроувза) во 2-м среднем весе. Счёт: 118-110 (трижды).                                |
| 26  | 9 апреля 2016    | Дэвид Броуфи (16-0-1)       | О2 Арена, Лондон, Великобритания                      | KO 4 (12), 0:47  | Завоевал вакантный титул чемпиона по версии WBA International во 2-м среднем весе.                                                                  |
| 25  | 30 января 2016   | Андреа ди Луиза (18-3)      | Манчестер, Ланкашир, Великобритания                   | TKO 5 (12), 1:55 | |
| 24  | 12 сентября 2015 | Баду Джек (19-1-1)          | Лас-Вегас, Невада, США                                | SD (12)          | Бой за титул чемпиона мира по версии WBC во втором среднем весе (1-я защита Джека). Счёт: 112-115, 111-116, 114-113.                                |
| 23  | 22 ноября 2014   | Денис Дуглин (17-3)         | Ливерпуль, Англия, Великобритания                     | TKO 7 (12), 2:54 | Защитил титул чемпиона по версии WBC Silver во 2-м среднем весе (1-я защита Гроувза).                                                               |
| 22  | 20 сентября 2014 | Кристофер Ребрассе (22-2-3) | Уэмбли Арена, Лондон, Англия, Великобритания          | UD (12)          | Завоевал вакантный титул чемпиона по версии WBC Silver и титул чемпиона Европы по версии EBU во 2-м среднем весе. Счёт: 118-110, 118-110, 117-111 . |
| 21  | 31 мая 2014      | Карл Фроч (32-2)            | Лондон, Великобритания                                | KO 8 (12), 2:43  | Бой за титулы чемпиона мира по версиям WBA и IBF во 2-м среднем весе.                                                                               |
| 20  | 23 ноября 2013   | Карл Фроч (31-2)            | Манчестер, Великобритания                             | TKO 9 (12), 1:32 | Бой за титулы чемпиона мира по версиям WBA и IBF во 2-м среднем весе. Фроч в нокдауне в 1 раунде.                                                   |
| 19  | 25 мая 2013      | Ноэ Гонсалес Алькоба (30-2) | O2 Арена, Лондон, Великобритания                      | TKO 5 (12), 0:51 | Завоевал вакантные титул чемпиона по версиям WBA Inter-Continental во 2-м среднем весе.                                                             |
| Бой | Дата             | Соперник                    | Место проведения                                      | Результат        | Примечание |

## Спортивные достижения

### Профессиональные мировые
- 2017—н. в.  Супер-чемпион мира по версии WBA.
- 2018—н. в.  Чемпион мира по версии IBO.